# 울트라맨 티가
울트라맨 티가(Ultraman Tiga, ウルトラマンティガ)는 일본의 특촬 TV 드라마이자 울트라 시리즈의 12번째 쇼이다. 츠부라야 프로덕션, 마이니치 방송에서 제작한 울트라매내 티가는 오후 6시에 방영되어 1996년 9월 7일부터 1997년 8월 30일까지 방영되었으며 총 52개의 에피소드로 구성된 5개의 영화(3개는 크로스오버, 2개는 시리즈 및 만화책 시리즈의 직속 속편)로 구성되었다.
15년이 넘는 프랜차이즈 중단 이후 방송되었으며, 이전 시리즈와는 다른 세계관을 배경으로 하고 새로운 모습과 느낌으로 업데이트되었다. 티가는 다양한 전투 모드와 빨간색이 아닌 색상을 갖춘 최초의 울트라맨이다. 울트라 시리즈에서 가장 인기 있는 항목 중 하나이다. 티가의 인기로 인해 그는 다른 헤이세이 울트라맨보다 TV와 영화에 더 많이 노출되었다. 울트라맨 티가는 포키즈 엔터테인먼트에서 영어로 더빙되었으며 폭스 방송 계열사의 폭스박스 프로그래밍 블록의 일부로 미국에서 방송되어 울트라맨, 울트라 세븐 및 울트라맨 G에 이어 미국에서 방영되는 네 번째 울트라 시리즈가 되었다. 울트라맨 NEW GENERATION TIGA라는 제목의 드라마를 현대적으로 개작한 작품이 드라마 25주년을 기념하여 2021년 7월 10일 공개되었다.